# Ода фон Текленбург
Ода фон Текленбург (на немски: Oda von Tecklenburg; * ок. 1174/1180 в Текленбург; † 5 април 1221) е графиня от Текленбург и чрез женитба господарка на Липе и Реда.

## Произход
Тя е дъщеря на граф Симон фон Текленбург (1140 – 1202) и на графиня Ода фон Берг-Алтена (1145 – 1224), дъщеря на граф Еберхард I фон Берг-Алтена († 1180).

## Фамилия
Ода фон Текленбург се омъжва за Херман II фон Липе (* 1175; † 25 декември 1229), най-възрастният син на Бернхард II фон Липпе (1140 – 1224) и Хайлвиг фон Аре-Хохщаден (1150 – 1196). Те имат 7 деца:
- Бернхард III (1194 – 1265)
- Симон I, епископ на Падерборн (1196 – 1277)
- Ото II фон Липе, епископ на Мюнстер (1198 – 1259)
- Хайлвиг фон Липе (1200 – 1248), омъжена пр. 29 септември 1226 г. за граф Адолф IV фон Холщайн († 1261)
- Етелинд фон Липе (1204 – 1273), омъжена на 13 февруари 1254 г. за граф Адолф I фон Валдек († 1270)
- Ода фон Липе (1210 – 1262), омъжена 1237 г. за граф Конрад I фон Ритберг († 1294)
- Гертруда фон Липе (1212 – 1244), омъжена пр. 17 април 1236 г. за граф Лудвиг фон Равенсберг († 1249)